# Pundt & Kohn
Pundt & Kohn OHG (sociedad colectiva) ) era una empresa de importación y transformación de madera fundada por F. J. S. Kohn en 1862 en Geestemünde. 
Fue una de las empresas más antiguas e importantes de esta parte del Bajo Weser hasta que fue destruida por los bombardeos aliados en 1944. Se disolvió en la tercera generación tras la muerte del último propietario, Hans Kohnert. El ascenso y la caída de la empresa son ejemplos de la historia de una mediana empresa familiar hanseática, a la que Thomas Mann también hizo un monumento literario con su novela de sociedad Los Buddenbrook.

## Historia de la Compañía

### Fundación y la primera generación (1863–1879)
El capitán de barco de vela y armador Franz Johann Syabbe Kohn fundó su propia empresa de importación de madera en 1862 en Geestemünde, un dos afueras de la ciudad alemana de Bremerhaven. Con este propósito, en la primavera de 1863, amplió un almacén original de estilo antiguo, de dos pisos y con tres sótanos, en el dique de Geestemünde, cerca del Viejo Puente Geeste en una oficina residencial y almacén. En el verano del mismo año, la compañía se fusionó con el comercio de madera del capitán Dietrich Pundt, también ubicado en el dique Geeste. Ambos fundaron la empresa “Pundt & Kohn” (P&K). 
Aprovechando la construcción de nuevas instalaciones portuarias en el Geeste y el crecimiento rápido de la demanda de madera para minas, traviesas de ferrocarril y madera para la construcción para edificios residenciales e industriales en el transcurso del crecimiento de la población y la Segunda Revolución Industrial del siglo XIX prosperaron. Como el suministro nacional de madera ya no podía satisfacer esta demanda elevada , se pasó a importar madera, principalmente de Escandinavia, Rusia y en parte también de América, de donde se obtiene principalmente madera preciosa. Debido al peso de las mercancías a transportar, la vía fluvial fue utilizada hasta bien entrado el siglo XIX.  Así pues, no es casualidad que las empresas importadoras de madera se concentraran en los cursos bajos de ríos como el Weser, desde donde la madera importada y transformada se transportaba por barco de navegación interior, y luego cada vez más también por ferrocarril, hasta los centros de industrialización de Alemania. Lo mismo puede decirse de la empresa P&K, cuyos primeros almacenes de madera se encontraban en la calle Deichstraße (más tarde Bussestraße) directamente en el Geestedeich, justo antes de que el Geeste desemboque en el Weser, donde hasta la Segunda Guerra Mundial se encontraban la antigua vivienda y los locales comerciales del propietario de la empresa. El copropietario Diedrich Pundt abandonó la empresa en 1868 por enfermedad tras sólo cinco años de trabajo conjunto. Franz J.S. Kohn siguió dirigiendo en solitario el próspero negocio de importación de madera, incluida su compañía naviera con buques propios o compartidos (Guiana y los bergantines “Marianne”, “Auguste” y “Salia”, hasta su muerte el 13 de agosto de 1879. Posteriormente, su hijo Franz Kohn se hizo cargo del negocio paterno.

### Floración y segunda generación (1879–1909)
Las áreas de almacenamiento en el Geeste pronto resultaron ser demasiadas pequeñas. En el nuevo puerto industrial de Geestemünde, se encontraron nuevas construcciones y áreas de almacenamiento, que también estaban separadas del Geeste por una esclusa, estaban en gran parte libres de hielo durante todo el año e  independiente de la marea. P&K construyó en el lado oeste y norte del canal transversal, el canal de conexión entre el canal principal y el puerto de madera de Geestemünde, que fue inaugurado en 1877, a lo largo de Schönianstrasse. nuevos galpones de almacenamiento en una longitud de 300 m, en grandes naves de almacenamiento de dos plantas especialmente preparadas para la importación, así como áreas abiertas de almacenamiento de empresa de más de 10.000 m². Alrededor de 1890, la empresa importaba alrededor de 30.000 metros cúbicos de madera al año, frente a los 25.000 metros cúbicos del competidor Chr. Külken, fundado en Geestemünde en 1872. Para facilitar su importación, P&K fundó su propia naviera a vapor a finales de la década de 1880 con dos barcos de 750 y 1.150 toneladas especialmente preparados para importar madera; se planearon más barcos en 1890. En este momento también se construyó un nuevo edificio de oficinas en Schönianstraße 15. En 1887, la familia Kohn se mudó a una nueva villa representativa en la cercana Borriesstrasse 6. Junto con las otras dos grandes empresas de importación y procesamiento de madera en Geestemünde, Chr. Külken y Rogge, P&K expandió sistemáticamente el comercio de madera hasta la década de 1890. En barcaza al área del alto Weser y en tren al área del Ruhr y otros centros industriales que se están construyendo actualmente. Sin incursión el avance solo se produjo con la conexión aduanera (área de exclusión aduanera) de las ciudades de bajo Weser (1888) y la inclusión del puerto maderero en un área de ventas espaciales y económica mucho más grande que esto hizo posible. En solo una década, las importaciones de madera del bajo Weser se triplicaron.

Las diversas etapas de desarrollo del procesamiento industrial de la madera en el siglo XIX, que no se desarrollaron de manera continúa sino cíclica, tuvieron una influencia decisiva en la organización de las operaciones de P&K. Las cepilladoras jugaron un papel clave en este. Ya en 1877 se solicitó la aprobación para un aserradero y una cepilladora en el “Querkanal”. En 1890, Pundt & Kohn construyó un aserradero moderno y cepilladora con producción de barras redondas en la cabecera del canal transversal, entre Industriestraße, Kanalstraße y Sägestraße, que operaba bajo el nombre de Geestemünder Holzindustriewerke Backhaus & Co.. En contraste con el proyecto no realizado de 1877, la empresa ahora tenía una vía de empalme directo en Industriestrasse.. En ese tiempos, P&K era una de las empresas más antiguas y más grandes en esta rama en el Bajo Weser, en términos de ventas, P&K era, con mucho, la empresa más grande. Debido a su importancia económica y política comercial, Pundt & Kohn se incluyó en la Enciclopedia Brockhaus en 1894.

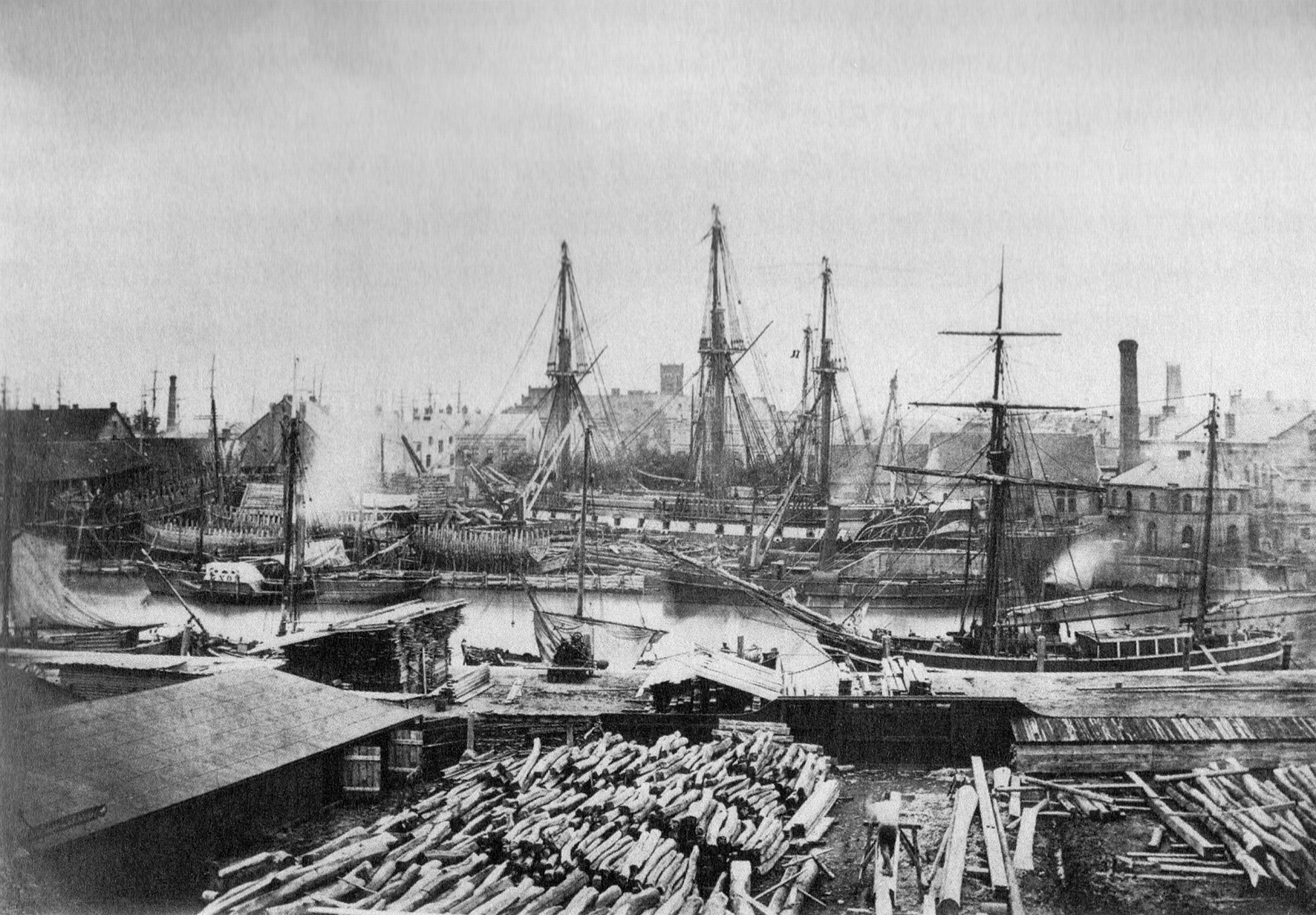
Patio de almacenamiento de madera, P & K, en Geeste, alrededor de 1869
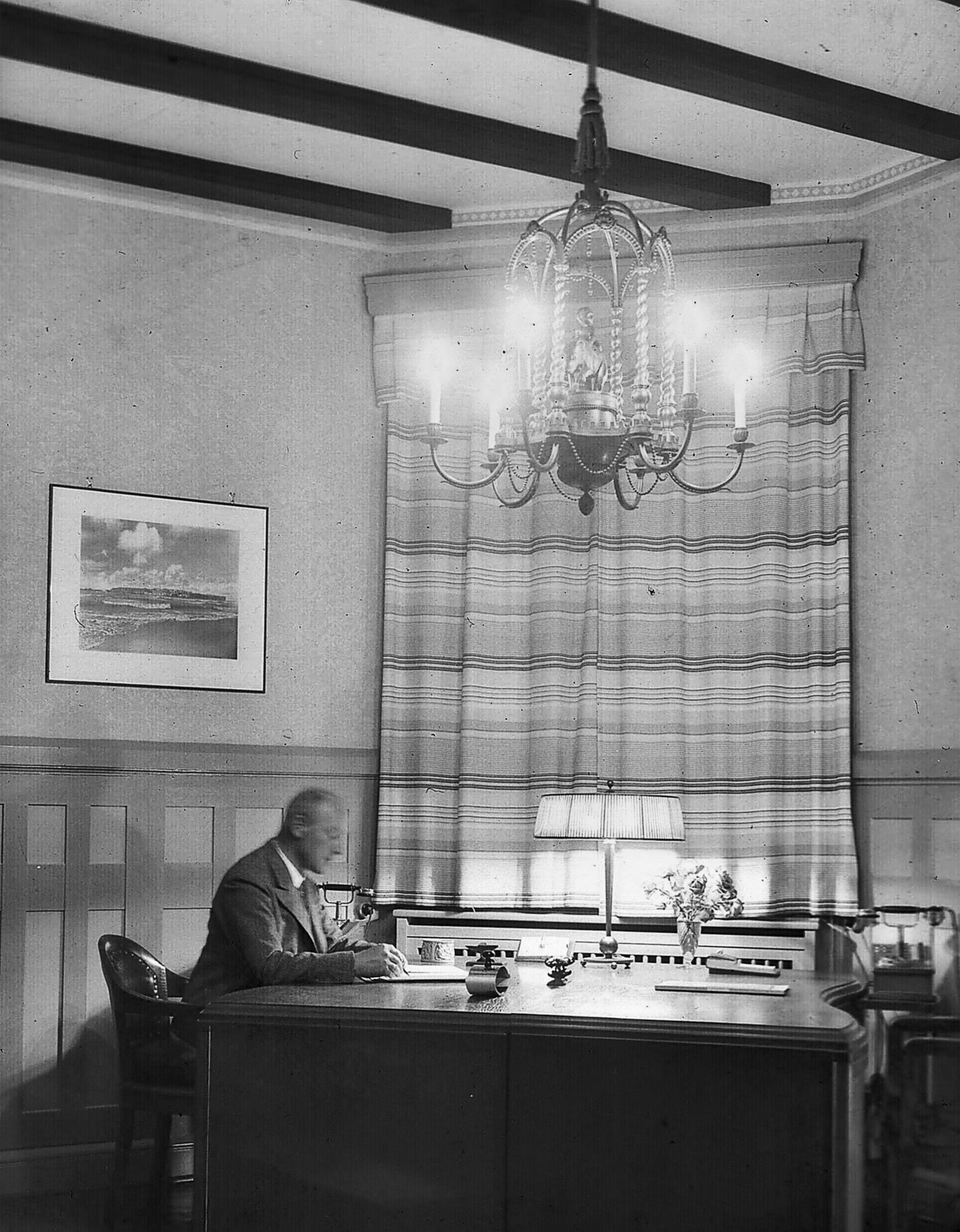
Hans Kohn en la oficina de la empresa, años 1930
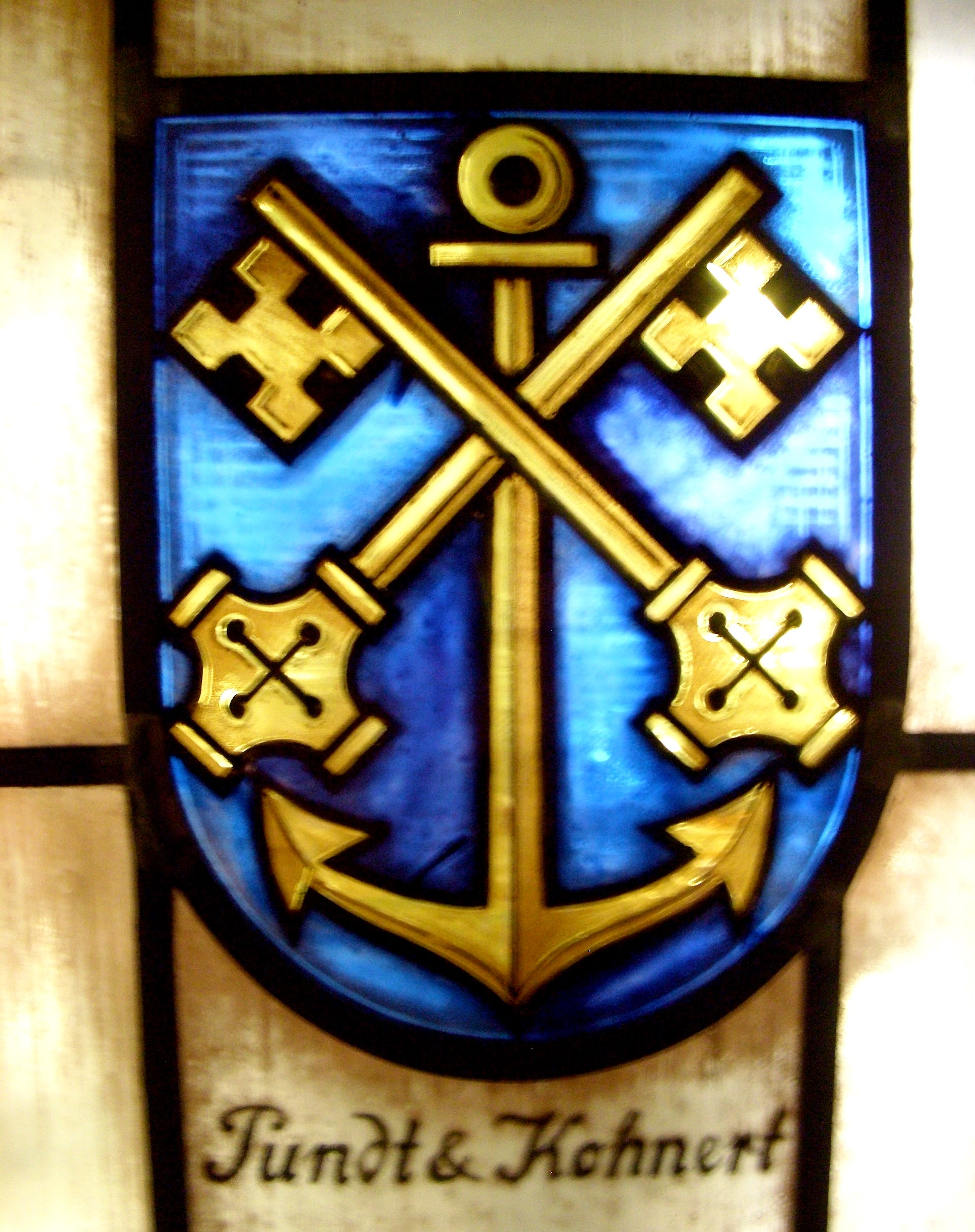
Ventana del gabinete en el edificio de oficinas de P&K, 1938
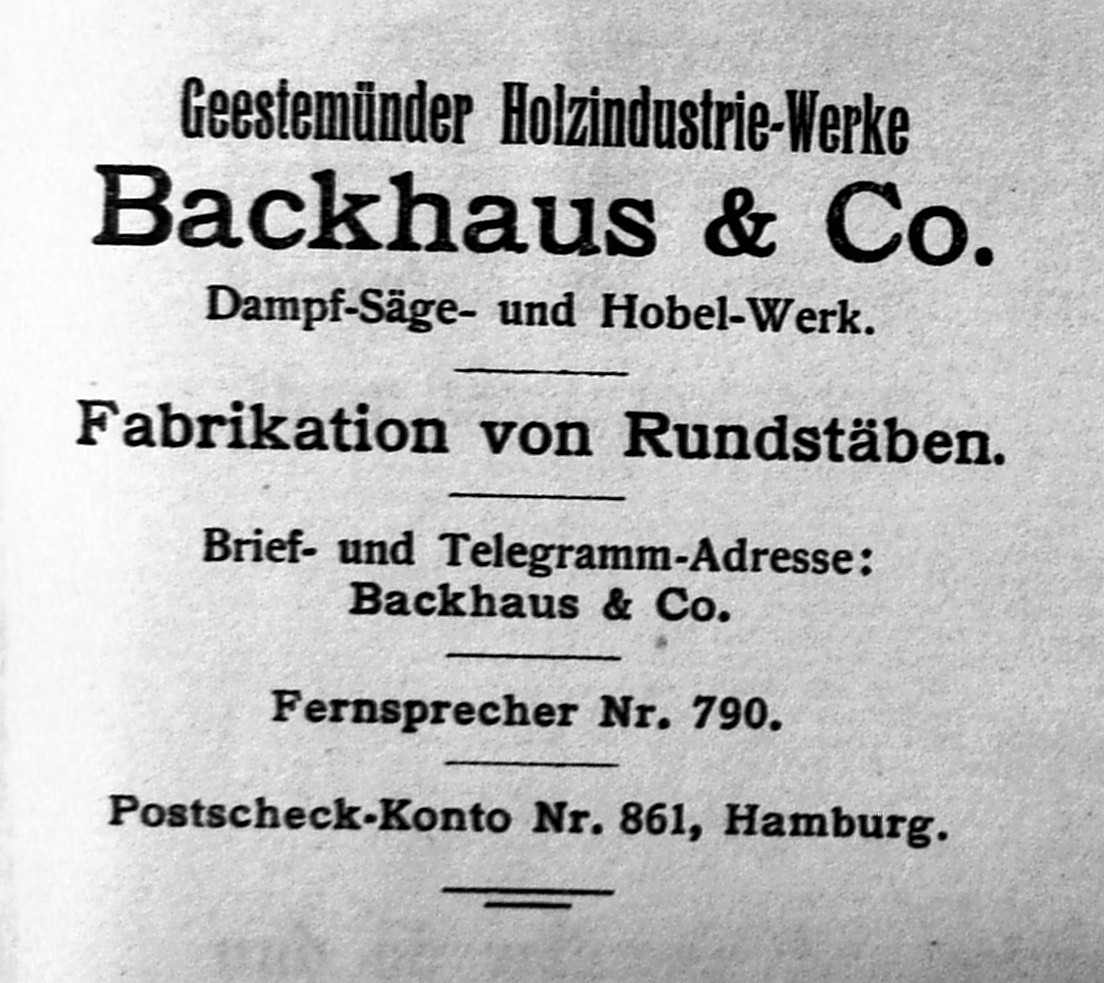
Membrete de Backhaus & Co., años 1930
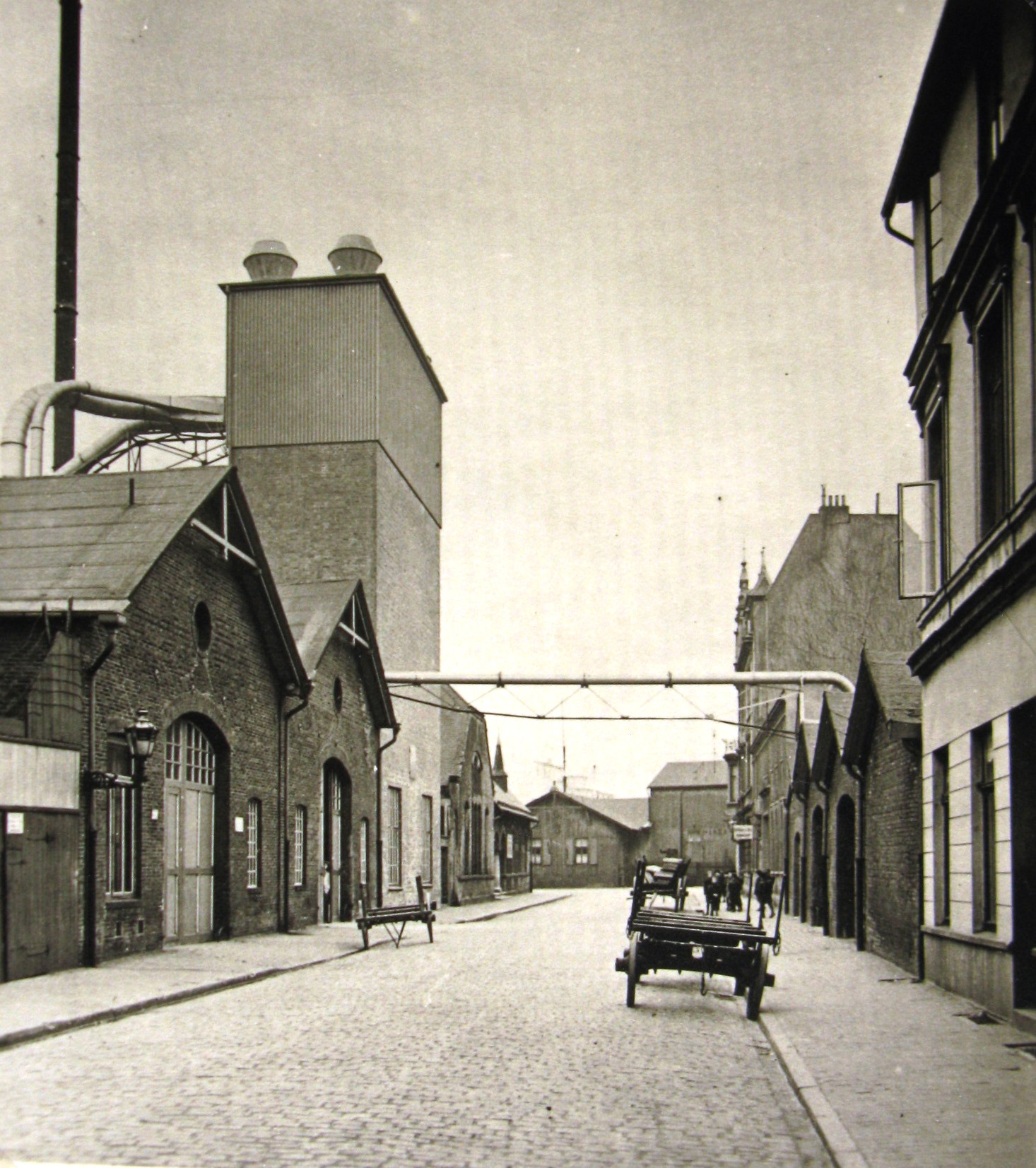
Aserradero y cepilladora, años 30
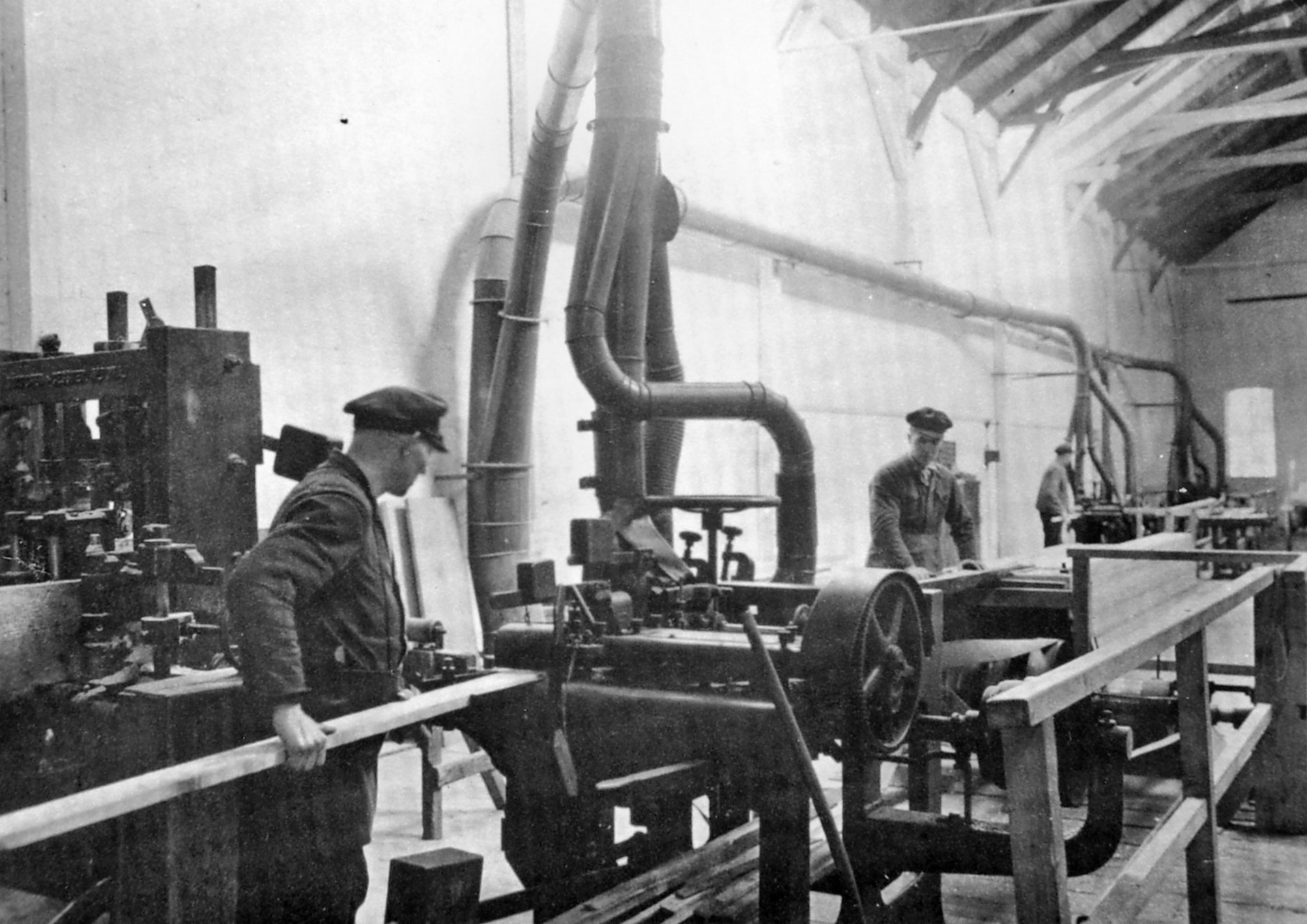
Molino de cepillado, años 30
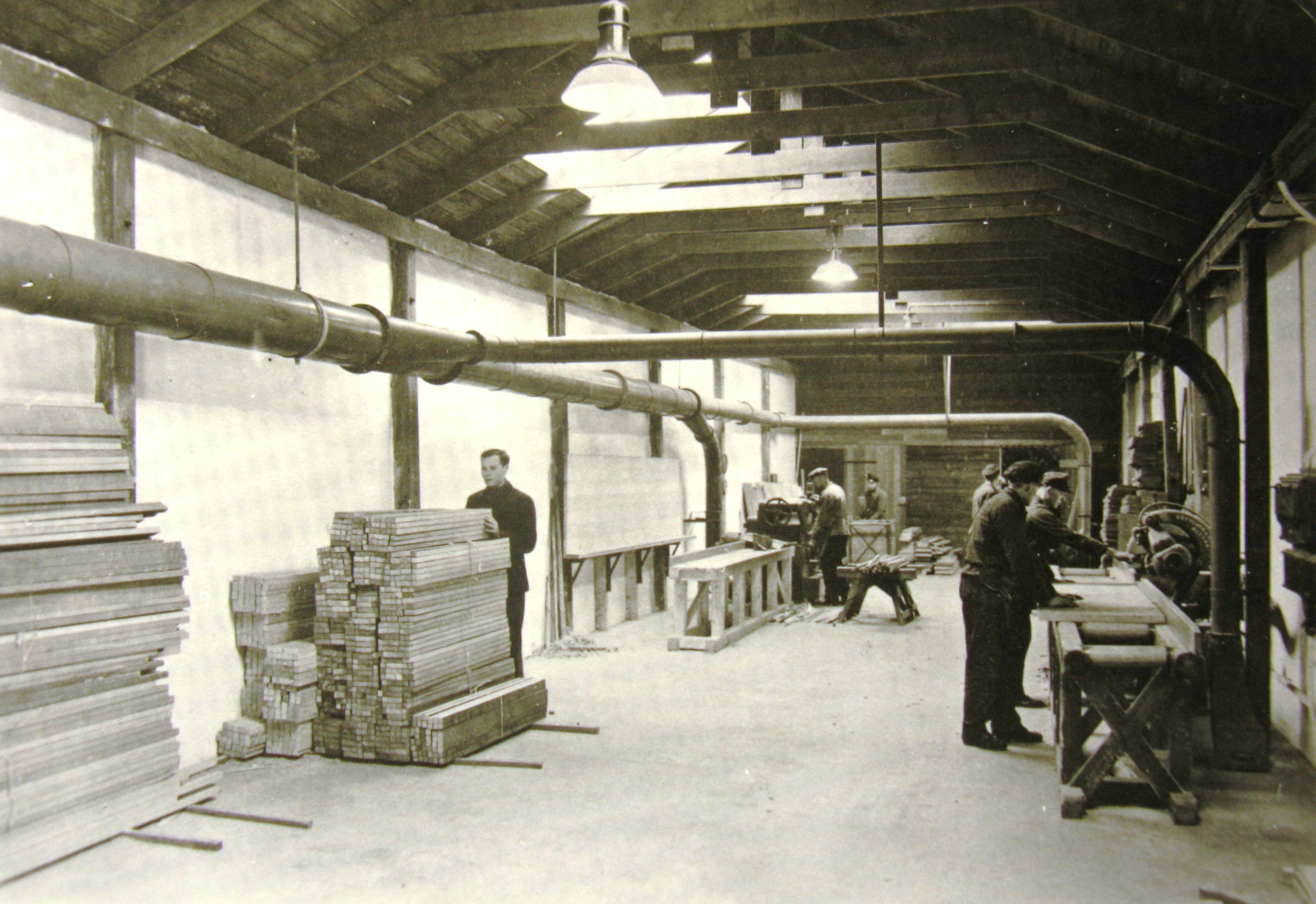
Aserradero, años 30
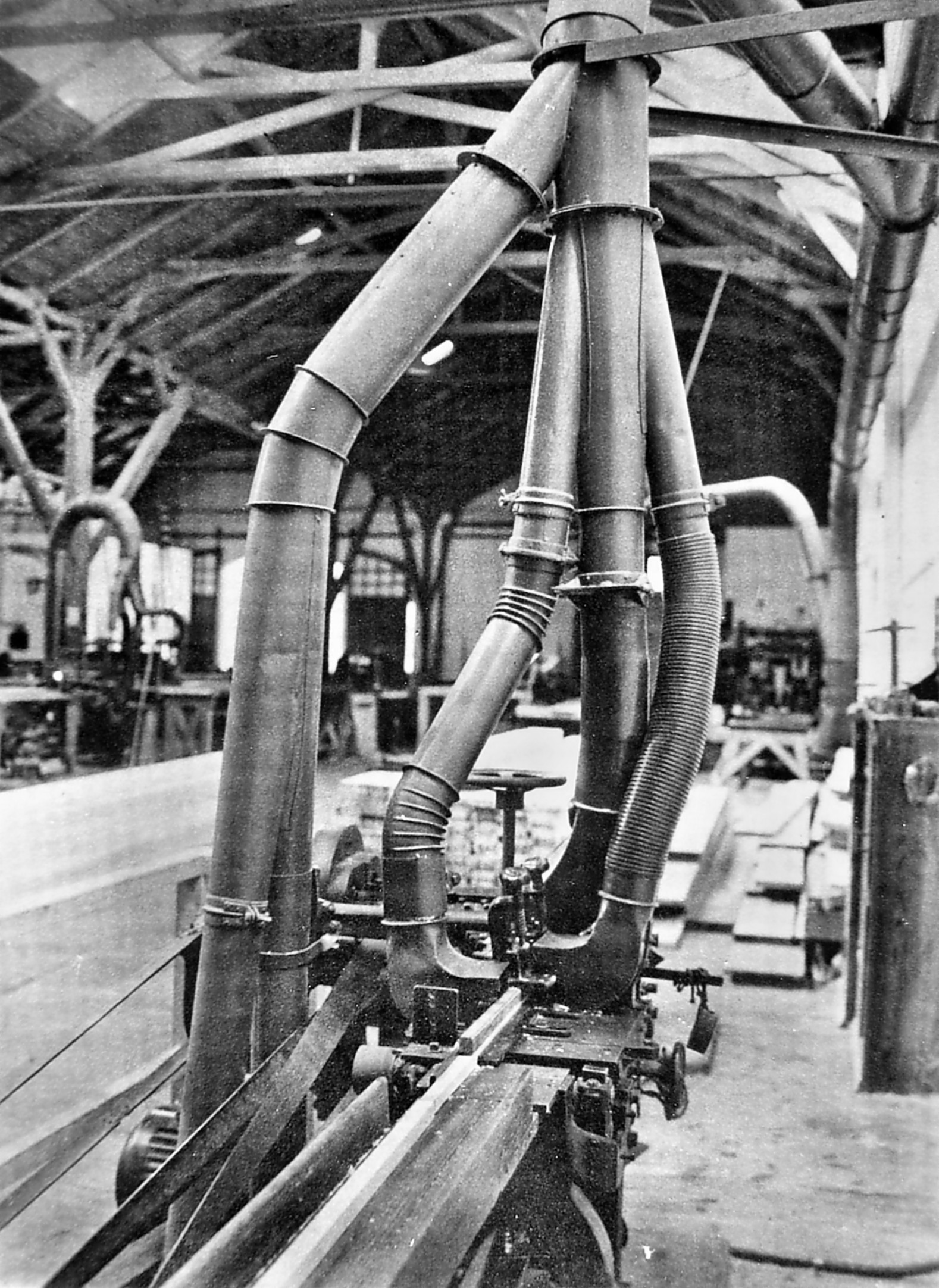
Extractores de polvo de aserradero, años 30
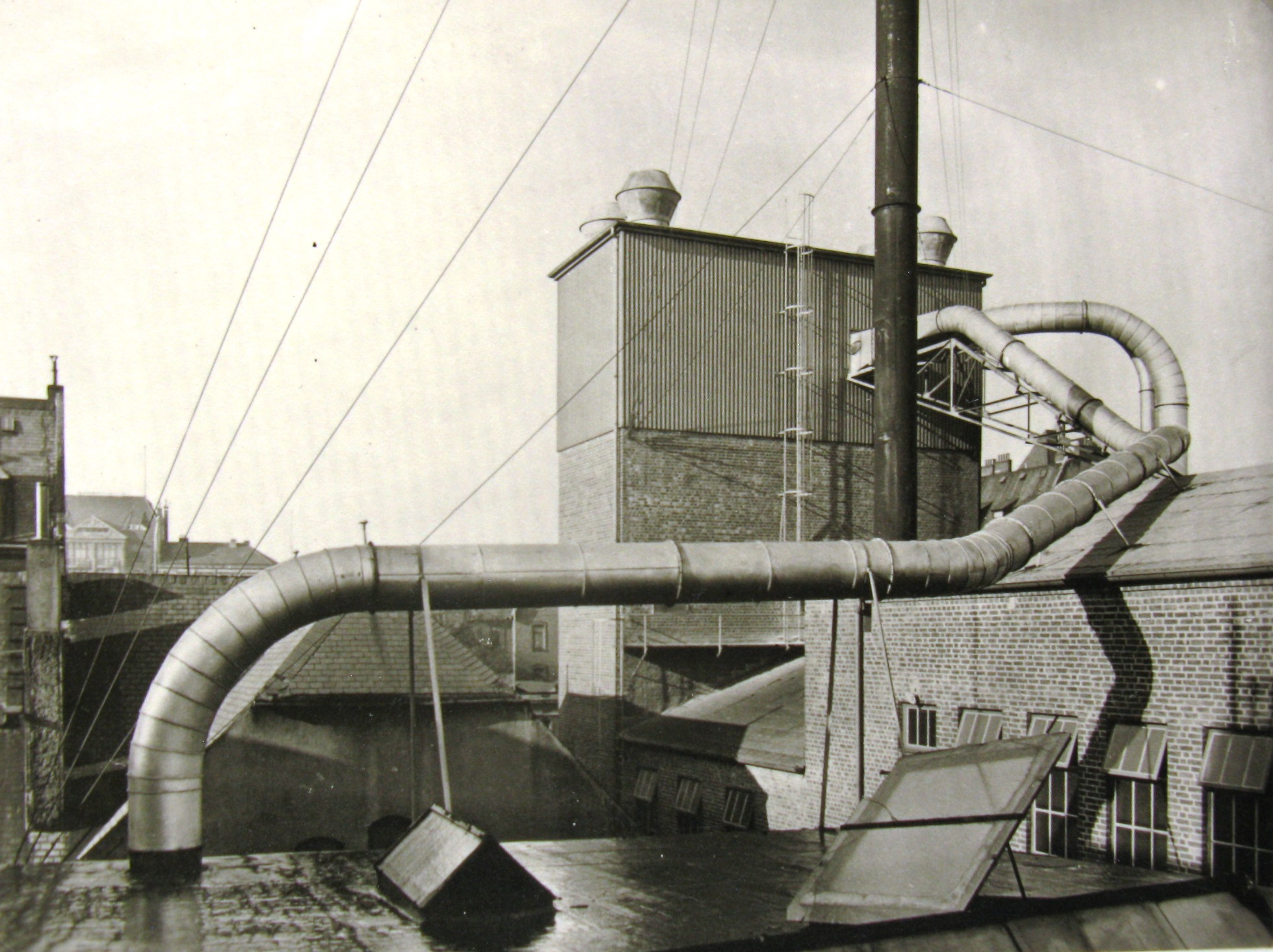
Sistema de extracción de aserrín, años 30
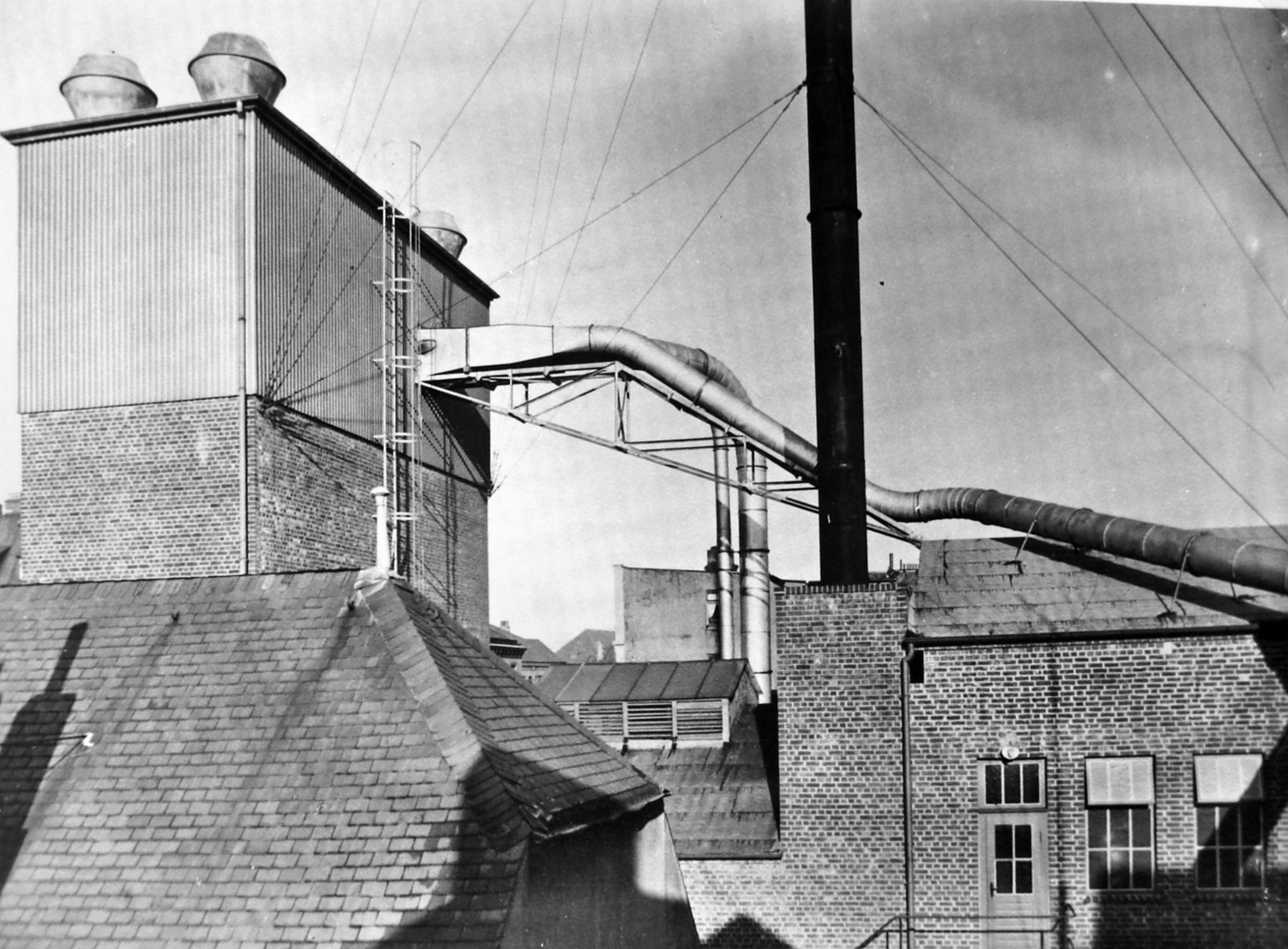
Torre de aserrín, años 30
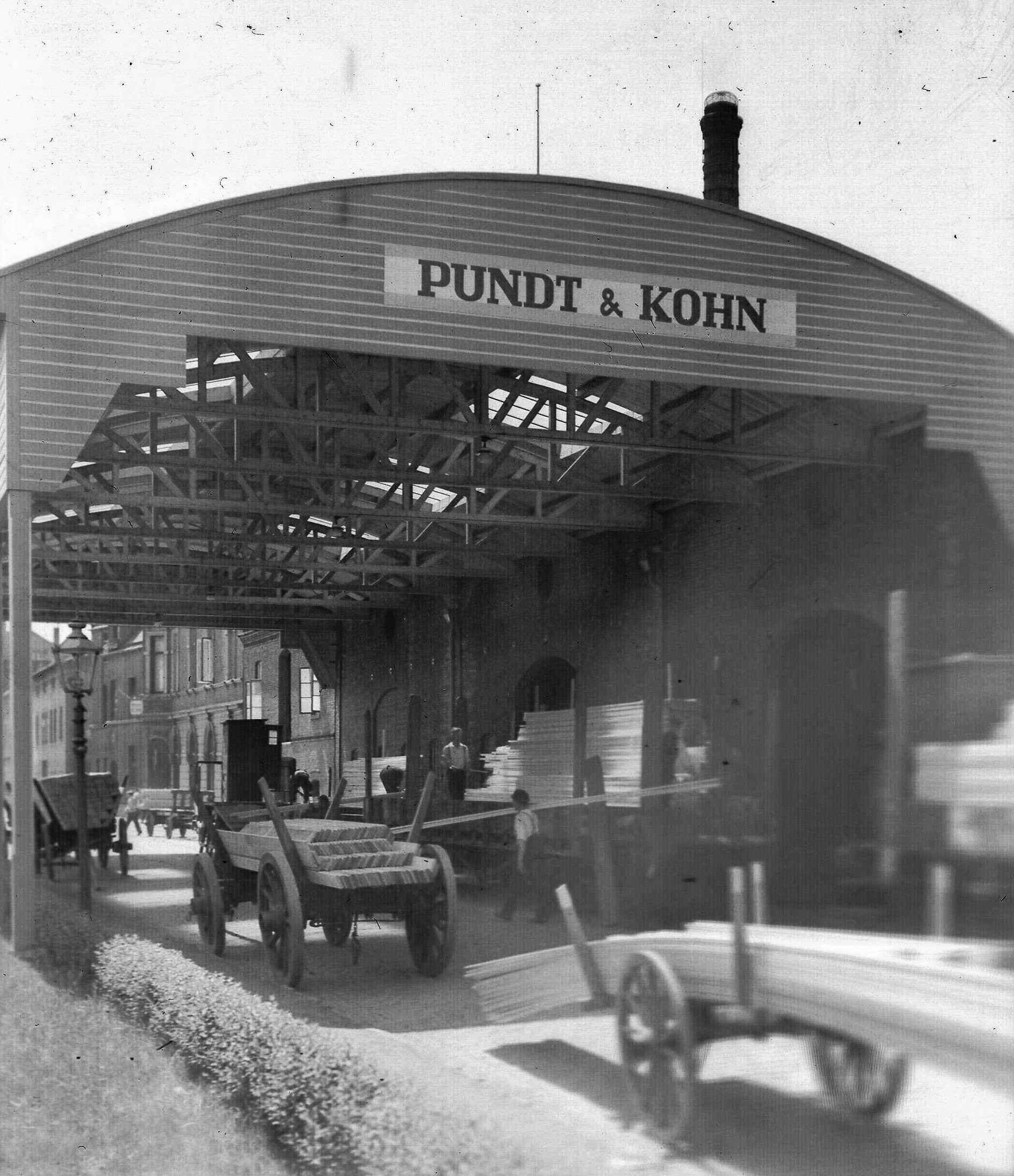
rampa de carga de madera, 1936
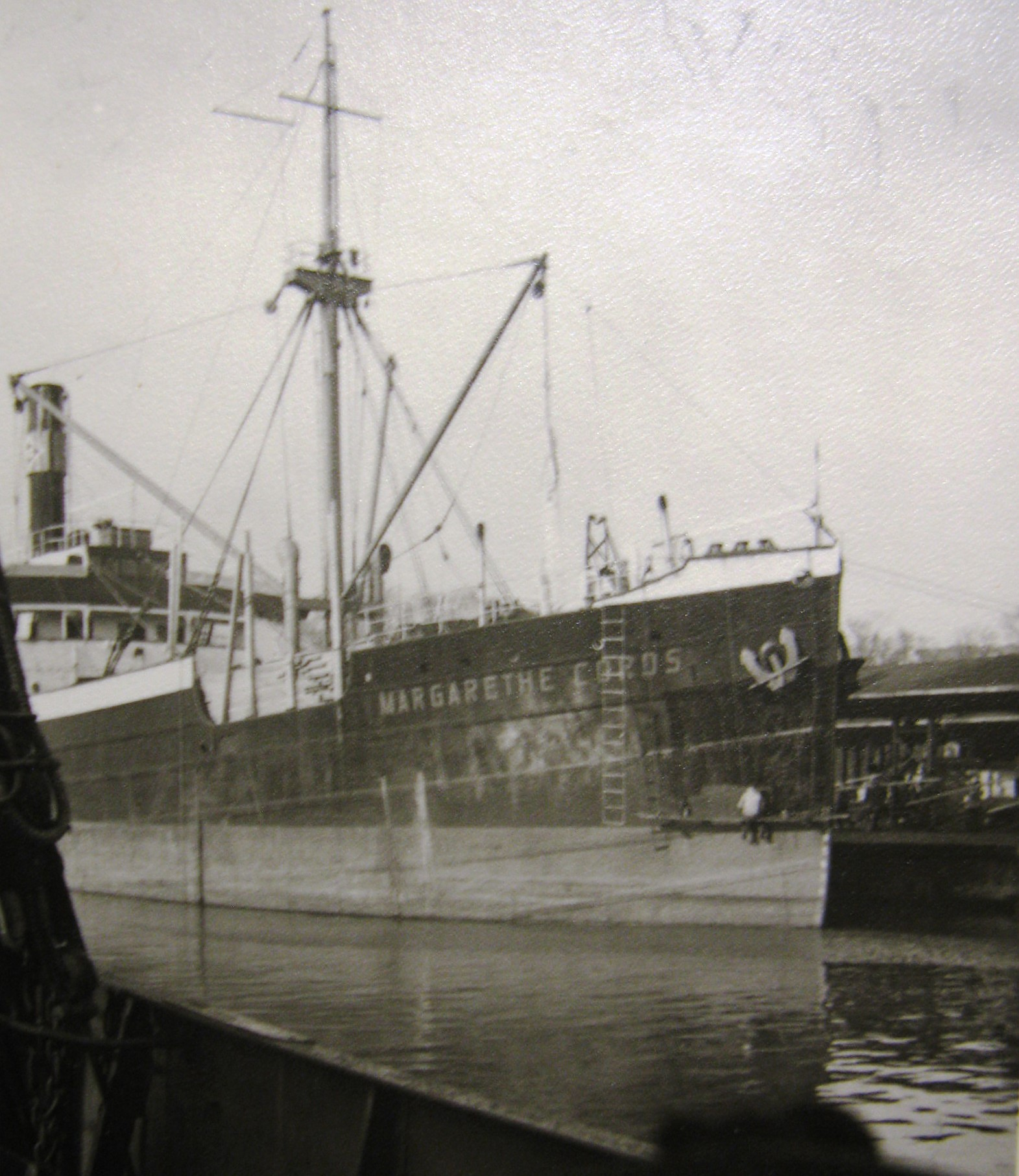
SS 'Margarethe Cords' descargando madera importada en el muelle de P&K, 1929
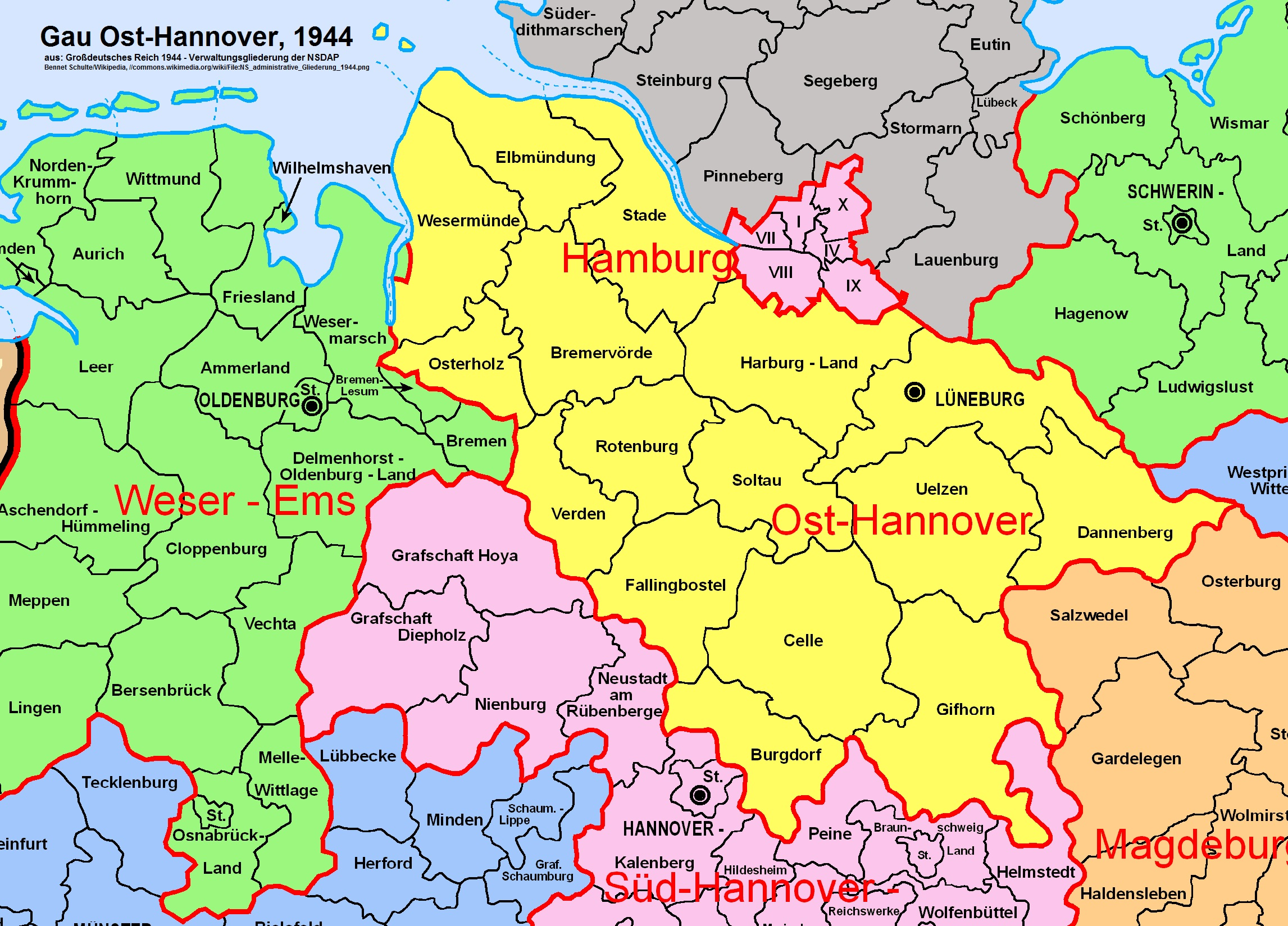
Mapa del NS Gau Ost Hannover, 1944

### Expansión y tercera generación (1909–1945)
A través del crédito de proveedor, Pundt & Kohn fue un acreedor importante de la empresa insolvente J.H. Krumnack, fábrica de muebles, aserradero de vapor y taller de madera en Melle. Por esta razón y también por intereses familiares, esta empresa fue absorbida por Pundt & Kohn el 27 de septiembre de 1909 en el marco de la subasta pública liquidadora. Después de la muerte de Franz Kohn en 1909, su hijo Hans Kohn continuó el negocio de P&K en la tercera generación y su hijo mayor Gerhard Kohn asumió la dirección de la fábrica recién adquirida en Melle, que se inscribió en el registro comercial en 1909 como Meller Möbelfabrik GmbH (MMM) y la principal área comercial es la fabricación de muebles. El único propietario era la "compañía comercial abierta Pundt & Kohn en Geestemünde”, en la que ambos hermanos eran personalmente responsables y socios autorizados.
En los años siguientes, los socios también fundaron la empresa Unterweser Holzhandel GmbH, Wesermünde. La única propietaria era su madre, la viuda de Franz Kohn, fallecido en 1909, Johanne Kohn. El director general de la empresa era Hans Kohn, quien junto con su hermano Gerhard combinó ahora cuatro empresas en el marco de una empresa de órganos fiscales: la casa matriz Pundt & Kohn, MMM, Backhaus & Co y Unterweser Holzhandel GmbH. Por último, pero no menos importante, la Afiliación cumplió el propósito de evadir impuestos. Estoy en particular a través de la transferencia de utilidades y/o la compensación de pérdidas y ganancias entre las empresas legalmente independientes, las cuales están sujetas a diferentes impuestos comerciales, de nómina y de sociedades dependiendo de su tamaño y situación económica. Aparte de eso, el grupo fiscal también fue vital para P&K debido a las grandes pérdidas en la Crisis Económica Mundial (1929-32), de la cual el “Meller Möbelfabrik” sufrió menos. Durante esta época, P&K registró pérdidas potencialmente mortales de más de 400.000 RM, entre otros debido al impago de cuentas para cobrar de créditos de proveedores a clientes comerciales que se habían declarado en concurso.
En 1937, Hans Kohn solicitó que se cambiara el nombre de la familia y la empresa de Kohn a Kohnert, esto fue aprobado por el ministro el 14 de agosto de 1937. La razón de esto fueron las hostilidades sobre el apellido judío “Kohn” / “Cohn” durante el período del nacionalsocialismo e de la arianización. Durante la guerra, las importaciones de madera de P&K se concentraron en Suecia (neutral), y aquí en particular en el aserradero Kramfors en el distrito de Härnösand en el norte de Suecia.
El 18 de septiembre de 1944, la fábrica de P&K y la villa Kohnert fueron completamente destruidas durante los ataques aéreos aliados de Bremerhaven, mientras que la subsidiaria “Meller Möbelfabrik” sobrevivió a la guerra sin daños.

### Reconstrucción y el final (1945–1967)
Después del ataque aéreo, el edificio de oficinas en Schönianstraße 15 permaneció prácticamente intacto. Se convirtió en el edificio de viviendas y oficinas de la familia Kohnert en 1948.
Sin embargo, la fase de construcción después de la guerra se retrasó porque las fuerzas de ocupación estadounidenses prohibieron temporalmente al propietario de la empresa de su profesión (1945-47) debido a su trabajo como presidente de la “Gauwirtschaftskammer” y como Wehrwirtschaftsführer bajo el régimen nazi. Además, partes de las instalaciones de muelles de la empresa en el canal transversal fueron confiscadas con fines militares por los aliados y, por lo tanto, no estaban disponibles para el almacenamiento de madera. Además, el gobierno militar prohibió inicialmente el pago de la indemnización por daños de guerra solicitada en 1945 por un total de RM 1,1 millones (de los cuales P&K: 475.000; “Backhaus & Co.”: 518.000; “Unterweser-Holzhandel”: 114.000), además de un anticipo pago de 245.000 reichsmark que ya se había otorgado antes del final de la guerra. La subvención final en virtud de la Ley de compensación de carga retrasó tanto que P&K ya no se benefició de ella. Sólo en 1967, tras la muerte del director gerente y la disolución de la sociedad, se pagó a los herederos una fracción de la indemnización solicitada -compensada con anticipo pagado en 1945.
Si bien P&K pudo reanudar la importación de madera a partir de 1948, los fondos de la compensación de cargas no fueron suficientes para construir el aserradero y la planta de cepillado destruidos. Así que P&K no tuvo más remedio que dejar que la competencia, Külken, también con sede en Geestemünde, aserrara, lo que redujo significativamente sus propios beneficios. P&K nunca pudo recuperarse realmente de esto, a pesar de la gran demanda reprimida de madera aserrada y de construcción en la floreciente Alemania de la posguerra y la época del Milagro económico alemán. Incluso la transferencia de beneficios (1956-66) por parte de la filial “Meller Möbelfabrik” como parte de la Afiliación acordada en 1937 ya no pudo detener el declive, por lo que la empresa se disolvió tras la muerte de sus propietarios Gerhard Kohnert en 1962 y Hans Kohnert en 1967 y el 13 de octubre de 1967 fue eliminado del registro mercantil.

## Los empresarios en tres generaciones

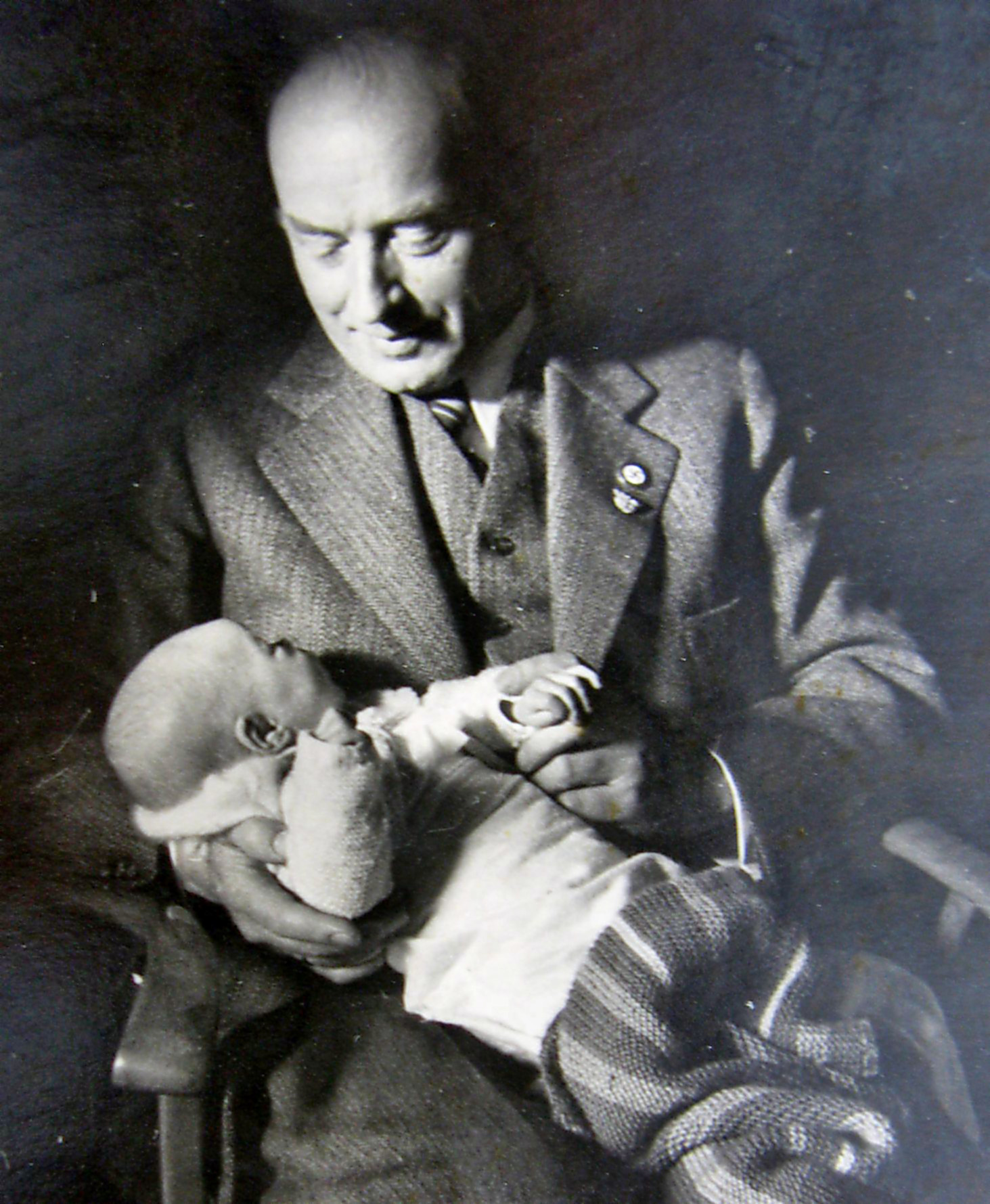
Hans Kohnert en el bautizo de su primera nieta con la insignia dorada del partido NS y el pin Wehrwirtschaftsführer, marzo de 1944

Con la fundación de su propia empresa de importación de madera en 1862 en Geestemünde (Bremerhaven), el capitán de velero y armador Franz Johann Syabbe Kohn (16 de marzo de 1828 en Klippkanne, en Brake (bajo Weser), 13 de agosto de 1879 en Bremerhaven) abrió un nuevo campo de actividad para él y su familia. Además, aseguró a la familia Kohn, cuyas cabezas de familia habían sido capitanes de veleros para el transporte de emigrantes de Brake (bajo Weser) hacia América del Norte y el Caribe durante generaciones, una fuente de ingresos más segura, en vista de las perspectivas inciertas de futuro de un propietario de un velero en la era inicial de la navegación a vapor.
Después de su muerte, su hijo Franz Kohn (23 de diciembre de 1857 en Geestemünde; 24 de marzo de 1909 en Geestemünde) se hizo cargo de la empresa. Le siguieron sus dos hijos Hans Kohnert (15 de noviembre de 1887 en Geestemünde; 10 de enero de 1967 en Bremerhaven) y Gerhard Kohnert (2 de septiembre de 1882 en Geestemünde; 5 de julio de 1962 en Melle (Baja Sajonia)). A partir de 1909, este último construyó la subsidiaria de propiedad total “Meller Möbelfabrik GmbH, Melle” (MMM). En unas pocas décadas, se convirtió en una fábrica importante de muebles en lo que entonces era Grönegau. De acuerdo con la vigencia política económica y regional de P&K, tanto su director gerente, Franz Kohn, como más tarde su hijo Hans, fueron senadores en Bremerhaven y miembros de la Cámara de Industria y Comercio de Bremerhaven (IHK).
En 1933 (contra los votos del NSDAP), Hans Kohn también fue elegido presidente de la “Gauwirtschaftskammer” Hannover-Est (1943-45), en la que las ciudades de Wesermünde y Lüneburg incluyendo su Cámara de Industria y Comercio (1939), y finalmente Wehrwirtschaftsführer (1941-45). Con él, la empresa vivió su apogeo, pero más tarde también su declive. Sin embargo, en 1951 la IHK Bremerhaven reconoció los servicios de Hans Kohnert para el desarrollo del comercio en Bremen y más allá al otorgarle la presidencia honoraria. Su hermano Gerhard Kohnert fue cofundador de Meller Volksbank en 1921 y alcalde de Melle en 1946. En 1953 fue condecorado con la Cruz Federal al Mérito por sus servicios al desarrollo de la industria del mueble doméstico.

## Literatura
- Stefanie Bietz: Holzhandel und Möbelkonsum in Europa Zur Selbstdarstellung bürgerlicher Gesellschaftskreise um 1900. Themenportal Europäische Geschichte, Band 1, 2010, clio-online
- Paul Hirschfeld: Hannovers Grossindustrie und Grosshandel. Ed.: Deutschen Export-Bank, Berlin / Duncker u. Humblot, Leipzig, XVI, 1891, 412 p.
- Julius Marchet: Der Holzhandel Norddeutschlands. Ed.: F. Deuticke, Leipzig, Viena, 1908.
- J. Dirk Peters: Aus der Geschichte des Weser-Yachtclubs Bremerhaven. "Niederdeutsches Heimatblatt", Mitteilungsblatt der Männer vom Morgenstern, March 2005, Nr. 663 (sobre el uso de las antiguas salas de almacenamiento de madera de P & K en el canal transversal de 1966 por parte del Weser Yacht Club, Bremen, incluida la foto)
- Spurensuche am Geestemünder Querkanal, sin autor, "Niederdeutsches Heimatblatt", Mitteilungsblatt der Männer vom Morgenstern, diciembre de 1995, n. 552, pp.1-2
- Jürgen Rabbel: Vergessenes Kapitel der Geestemünder Geschichte. "Nordsee-Zeitung" (Bremerhaven), 30.11.2019 (para la exposición especial: "Kapitäne und Holzfabrikanten" (la historia de P&K, en línea) del Museo Histórico, Bremerhaven)
- Reseña sobre la "Exposición especial sobre mayoristas de madera Pundt & Kohn", "Weser-Kurier", 5 de enero de 2020
- Richard Zimmermann: Deutschlands Holzbedarf. Zeitschrift für die gesamte Staatswissenschaft / Journal of Institutional and Theoretical Economics. Vol. 50 (4), 1894, pp. 573–582.

## Enlaces web
- Wikimedia Commons alberga una categoría multimedia sobre Pundt & Kohn.
- „Pundt & Kohnert“ después de la Segunda Guerra Mundial, exposición en línea 12/20, „Viaje Costero en el Tiempo”, Museo Histórico, Bremerhaven Archivado el 24 de enero de 2023 en Wayback Machine.
- “Un nuevo edificio y una nueva generación”, exposición en línea 12/20, “Viaje Costero en el Tiempo”, Museo Histórico, Bremerhaven Archivado el 24 de enero de 2023 en Wayback Machine.
- “De comerciante de madera a fabricante”, exposición en línea 12/20, “Viaje Costero en el Tiempo”, Museo Histórico, Bremerhaven Archivado el 24 de enero de 2023 en Wayback Machine.
- Tumba familiar de la familia Kohn en Bremerhaven-Lehe II. Fuente de la imagen: “Männer vom Morgenstern” (hombres de la estrella de la mañana), 2011